# Logis de Lizardière
Le logis de Lizardière est un manoir situé à Broc, en France.

## Localisation
Le manoir est situé dans le département français de Maine-et-Loire, sur la commune de Broc.

## Description
L'ensemble se compose de deux logis qui s'articulent autour d'une tour centrale flanquée d'une tour-guette, faisant office de tourelle d'escalier. Dans le logis principal se trouvent des cuisines et des cheminées d’intérêt.

## Historique
L'édifice est inscrit au titre des monuments historiques en 1996.